# لانگنورلا
لانگنورلا (به آلمانی: Langenorla) یک شهر در آلمان است که در زاله-ارلا واقع شده‌است. لانگنورلا ۱٬۴۷۴ نفر جمعیت دارد.